# 蓮光寺 (阿南市)
蓮光寺（れんこうじ）は、徳島県阿南市山口町にある高野山真言宗の寺院。本尊は地蔵菩薩、山号は真国山。

## 歴史
開山は江戸時代後期。現在の本堂は、明治後期建立と伝わる。

## 交通
- JR牟岐線「桑野駅」より徒歩で約45分。
- 徳島バス丹生谷線「山口中」より徒歩で約1分。